# Lamborghini Jalpa
Lamborghini Jalpa — автомобиль, выпускавшийся компанией Lamborghini c 1981 по 1988 годы. Является более удачным развитием модели Lamborghini Silhouette — было продано 419 автомобилей. Модель Jalpa была призвана занять нишу «доступных автомобилей», она была значительно дешевле Lamborghini Countach. Вместо популярного у Lamborghini двигателя V12 на автомобиль был установлен V8 мощностью 255 л. с. при 7000 об/мин. Дизайн автомобиля был разработан фирмой Bertone.
Название модели Jalpa, как принято у Lamborghini, связано с корридой. Хальпа — порода боевых быков.